# Origin (demo CD)
Origin a fost primul CD demo realizat de formația rock Evanescence. Amy Lee a explicat că nu-l consideră un album. Realizat în 2000, Origin a fost vândut doar în Little Rock, Arkansas. Au fost editate doar 2500 de exemplare ale albumului, însă numărul descărcărilor de pe internet e imens. Evanescence a spus că ei preferă ca fanii să descarce CD-ul decât să-l cumpere.
Datărită numărului mic de exemplare ale CD-ului, multe întreprinderi au vândut copii ale albumului piratate cu prețuri ridicate de pe magazinele online, câteodată cu alte piese sau coperte, sub numele de "lansare rusă". Aceste CD-uri nu sunt semnate de formație. 
Evanescence a înregistrat 3 piese de pe acest CD pentru primul lor album de debut Fallen. În timp ce "Whisper" și "My Immortal" sunt la fel pe ambele discuri, "Imaginary" a fost editat în structură. Formația a continuat să cânte "Even in Death" în concerte până în 2003.

## Lista pieselor
- "Anywhere" - 0:25 (cunoscut ca Track 0)

1. "Origin" – 0:38
2. "Whisper" – 3:56
3. "Imaginary" – 3:31
4. "My Immortal" – 4:26
5. "Where Will You Go" – 3:47
6. "Field of Innocence" – 5:13
7. "Even in Death" – 4:09
8. "Anywhere" – 6:03
9. "Lies" – 3:49
10. "Away from Me" – 3:30
11. "Eternal" – 7:22

### Alte piese

#### Piesa Zero
Versiunea oficială a CD-ului are o piesă ascunsă la începutul lui conținând o piesa de pe Anywhere care poate fi accesată pe unele CD playere apăsând pe butonul "Înapoi" înainte de primul cântec.
Această piesa este o parte din "Anywhere", cu David Hodges la voce după ce Ben Moody spune "You're not saving that," Hodges spune "There's a lot of prejudice against the undead."

#### Piese omise
Două piese, "Listen to the Rain" (o piesă pe care Amy Lee a scrisă în liceu) și "Demise" au fost scoase de pe album. Formația avea inițial piesa "Eternal" ca piesa 11, "Listen to the Rain" ca piesa 12, și "Demise" ca piesa 13. 
Alte două piese care nu sunt pe CD au fost "Catherine", o piesă pe care Amy Lee și Ben Boody au scris-o împreună și au cântat-o în concert de câteva ori în Little Rock.

## Sample
| (audio)                                            | \| Even In Death (info) \| \| "Even In Death" from Origin \| \| Lies (info) \| \| "Lies" from Origin \| \| Probleme în audiția fișierelor? Vezi ajutor media. \| |
| Even In Death (info)                               | |
| "Even In Death" from Origin                        | |
| Lies (info)                                        | |
| "Lies" from Origin                                 | |
| Probleme în audiția fișierelor? Vezi ajutor media. | |

## Membri
- Amy Lee - voce
- Ben Moody - chitară, chitară bas, tobe
- David Hodges - pian, voce

### Alții
- William Boyd - bas la "Away From Me"
- Bruce Fitzhugh (Living Sacrifice) & Stephanie Pierce - voce la "Lies"
- Suvi Petrajajrvi, Sara Moore, Catherine Harris & Samantha Strong - voce la "Field of Innocence"